# Brian Pintado
Brian Daniel Pintado Álvarez (* 29. července 1995) je ekvádorský chodec, olympijský vítěz a stříbrný medailista z mistrovství světa na trati 20 km.
Na zahájení letních olympijských her v Paříži byl společně se vzpěračkou Neisi Dajomesovou vlajkonošem ekvádorské reprezentace.